# Gaetano Brunetti
Gaetano Brunetti oder Cayetano Brunetti (* 1744 in Fano (?); † 16. Dezember 1798 in Colmenar de Oreja bei Madrid) war ein italienischer Komponist, Violinist und Dirigent.

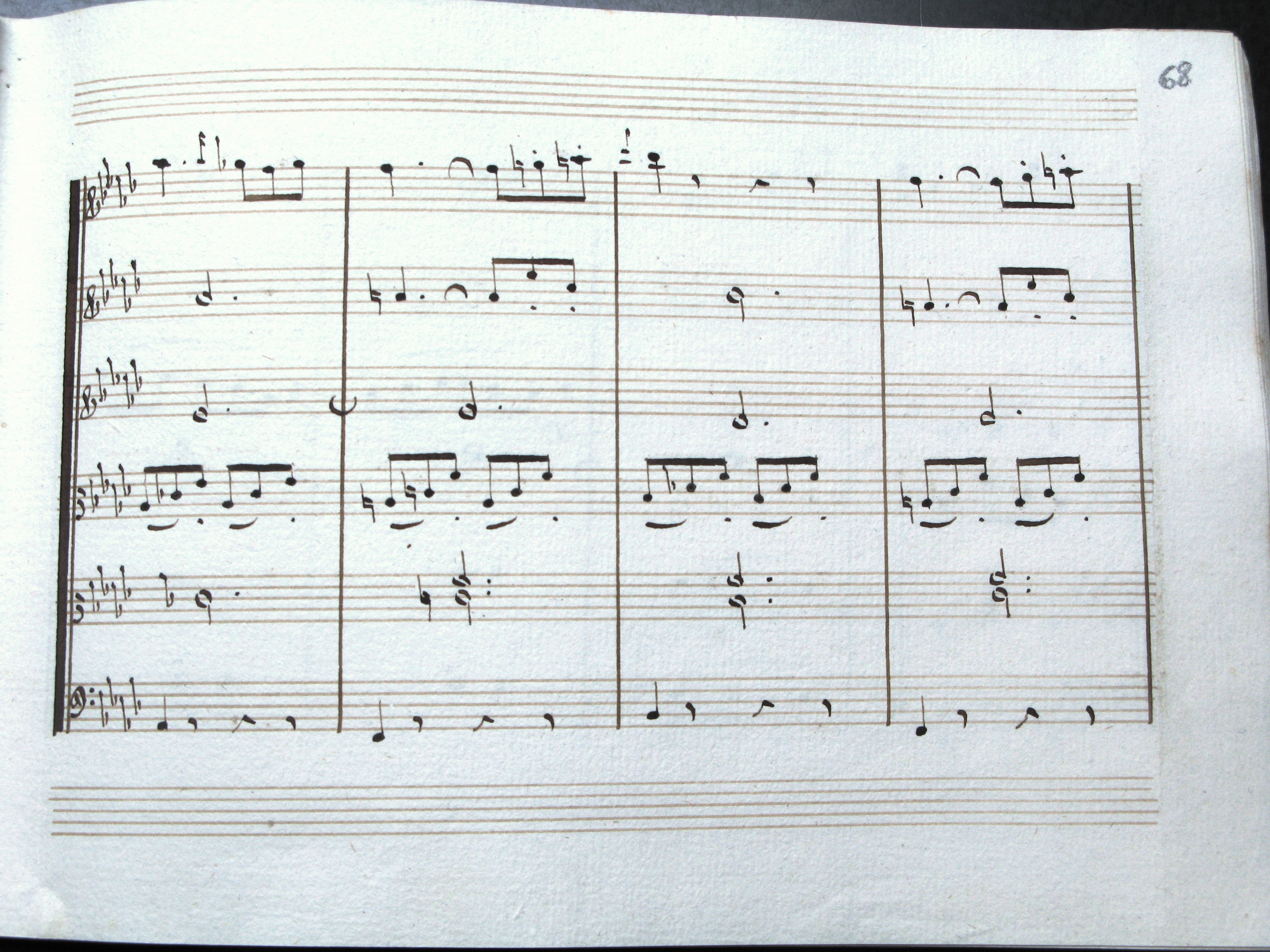
Allgemeine Partitur des Sextetts mit Oboe Nr. 1 von Cayetano Brunetti (1796). Spanische Kopie, um 1800.

## Leben
Gaetano Brunetti, Sohn von Stefano Brunetti (di Fano) und der Vittoria Perusini, lernte wahrscheinlich unter anderem bei Pietro Nardini, der genaue Zeitraum ist nicht bekannt. Wahrscheinlich vor 1762 erfolgte die Übersiedlung nach Madrid, da er zu diesem Zeitpunkt seine Bühnenmusik Comedia de Garcia del Castañal komponierte. Ab 1767 war er Violinist in der Königlichen Kapelle, in der er bis an sein Lebensende tätig war.
Im Jahr 1767 wurde Brunetti zum Violinlehrer und Musikmeister des Prinzen von Asturien von König Karl III. ernannt, im Jahr 1779 zum Leiter der musikalischen Veranstaltungen in Aranjuez, dem Sommersitz der spanischen Königsfamilie berufen. 
Im Jahr 1788 starb Karl III. und sein Sohn Karl IV. folgte ihm im selben Jahr auf den Thron. Karl IV. war ein großer Musikfreund und es wurde das Ensemble "musicos de la real camera" gegründet, das nur zum Vergnügen Karls spielt. Ensemblemitglieder waren: Brunetti (Violine), sein Sohn Francisco Brunetti (Violoncello) und Manuell Espinosa (Cembalo). Im Jahr 1795 folgte die Gründung des Königlichen Kammerorchesters, zu dessen Leiter Brunetti berufen wird.

## Musik
Brunetti hat hauptsächlich Musik für Streicher und Orchester geschrieben. Hier zeigen seine zahlreichen Vortragsbezeichnungen die Differenziertheit seiner Instrumentalbehandlung. Werke für Blasorchester sind selten, ebenso Vokalwerke. Werke für ein solistisches Tasteninstrument sind nicht überliefert.
Charakteristisch für seine Musik sind die zahlreichen Kontraste, die dicht aufeinander folgen: rasante Stimmungsumschwünge, starke dynamische Gegensätze und abrupte Wechsel der Tonart. Brunetti verwendet die Sonatenform sehr flexibel und unkonventionell.
Werke
- Vokalmusik
  - geistlich: 1 Messe, 1 Miserere, 3 Lamentaciones
  - weltlich: Konzertarien

- Instrumentalmusik
  - Orchesterwerke: Bühnenmusik zu Comedia de Garcia del Castañal, 6 Ouvertüren, 18 Menuette, 12 Kontratänze, 7 Märsche, 8 Galoppe, 32 Sinfonien, 4 konzertante Sinfonien, Variationen für Orchester
  - Kammermusik: 1 Sonate für Viola, 23 Divertimenti für Streicher, 50 Quartette, 12 Sextette, 67 Sonaten für Violine, 30 Trios